# Henri Warnots
Henri Joseph Warnots (Brussel, 11 juli 1832 – Sint-Joost-ten-Node, 27 februari 1893) was een Belgisch tenor en - in mindere mate - componist.

## Henri Warnots
Hij was zoon van Elisabeth De Munck en musicus Jean-Arnould Warnots. Hij trouwde in 1855 met musicienne Leonie Colette Beernaert,
Zijn eerste lessen kreeg hij van zijn vader. Daarna volgde een studie aan het Brussels conservatorium. Hij had er les op diverse gebieden: orgel, zang (H.Goossens), piano, harmonieleer (Charles Bosselet) en contrapunt van François-Joseph Fétis. Zijn debuut heeft plaatsgevonden in het Theatre Royal in Luik. Daarna was hij een tijd lang aangesloten bij gezelschappen in Lyon, Marseille, Metz, Parijs, Rouen en Straatsburg, maar ook in Nederland. Gedurende die banen leerde hij ook nog bij bij Jean-Baptiste Fauré. Na een korte uitstap naar Antwerpen (1866-1867) trok hij naar Brussel om zich aan te sluiten bij het pas opgerichte (Nederlandstalige) Nationaal Toneel, met relatief veel werk van Vlaamse componisten als Karel Miry en Peter Benoit. In 1869 was hij medeoprichter van Socitété municipal de musique de Bruxelles; hij was er tussen 1869 en 1878 dirigent.
Ook op pedagogisch vlak roerde hij zich; hij gaf les een het Brussels conservatorium, was dirigent van het conservatoriumkoor, bestierde een privémuziekschool en was leider van de muziekschool van Sint-Joost-ten-Noode. Voorts was hij onderwijsinspecteur voor zangles op gemeentescholen in dat stadje.
Hij schreef slechts enkele werken, soms met een religieuze inslag. In de categorie bevindt zich een Ave Maria (bariton, mannenkoor en orgel). In de wereldlijke categorie valt dan weer een werk voor bij de inauguratie van het Standbeeld van Ambiorix in Tongeren (1866). Zijn opera heeft de titel Une heure de mariage.
Warnots stierf op 64-jarige leeftijd.

## Elly Warnots
Dochter Elisabeth Emilie Jeanne (Elly) Kips-Warnots (Luikse periode, 30 januari 1857 – circa 1936) was enige tijd bekend dramatisch sopraan, trad op in de Koninklijke Muntschouwburg, Florence en Londen en was lerares aan Brussel conservatorium.